# Mattia Scarpulla
Mattia Scarpulla est un poète, un romancier et un nouvelliste habitant au Québec depuis 2013,.

## Biographie
En 2010, Mattia Scarpulla a obtenu un Ph.D Arts, spécialisé danse, de l'Université de Nice et de l'Université de Torino, pour sa thèse qui a pour titre Identifications étrangères : une analyse des chorégraphies "Ce dont nous sommes faits" et "Incarnat" de Lia Rodrigues et "Sécheresse et pluie" et "Requiem" d'Ea Sola. Il arrive au Québec en 2013 pour faire un stage en archivistique à l'Université de Montréal.
Il étudie au doctorat en études littéraires à l'Université Laval en plus d'être le directeur éditorial de la revue Le crachoir de Flaubert,. Il participe à la recherche universitaire en publiant des textes dans la revue Archives. Il publie également dans Les écrits, de même que dans XYZ, la revue de la nouvelle,. Dans ses recherches, il travaille sur l'impact de l'activité physique dans le processus de création d'une fiction,.
Il a remporté le concours Vertiges de la maison d'édition parisienne DuB pour sa nouvelle La plage qui a été publiée dans le collectif Vertiges en 2015. Il a gagné des prix en France et en Italie pour certains de ses textes qui ont par la suite été publiés dans TRaversées, Zinc, DuB éditions, Virages, Quartierf.org et dans des anthologies italiennes.
Il a réalisé le spectacle littéraire Les gestes de nos mémoires au cours du Mois de la poésie de Québec en 2016.
Il a publié trois recueils de poésie dont  Hallucinations désirées et origines en fuite, a été publié chez L'Harmattan en 2018. Ce recueil a remporté le prix de poésie Rolande-Gauvin la même année. Il a également publié le recueil de nouvelles Préparation au combat chez Hashtag en 2019 ainsi que le roman Errance chez Annika Parance Éditeur en 2020. Errance raconte l'histoire d'un Italien nommé Stefano, installé en France, qui quitte Le Havre pour aller étudier à Brest, alors qu'au même moment, son passé refait surface.
Il publie en 2021 un recueil poétique intitulé Au nord de ma mémoire ainsi qu'une œuvre collective qui a pour titre Épidermes qu'il codirige avec Sophie-Anne Landry.
Mattia Scarpulla agit à titre d'éditeur adjoint aux éditions Tête Première.
Il est membre du conseil d'administration du Centre québécois du P.E.N. International.

## Œuvres

### Roman
- Errance, Montréal, Annika Parance éditeur, 2020, 338 p. (ISBN 9782923830957)
- Bar Italia 90, Montréal, Tête Première, 2023, 336 p. (9782925035824)

### Nouvelles
- Préparation au combat, Montréal, Éditions Hashtag, 2018, 165 p. (ISBN 9782924936078)

### Poésie
- Col fiato, San Cesario di Lecce, Manni Editori, 2005, 86 p. (ISBN 88-8176-684-1)
- Journal des traces, Paris, L'Harmattan, 2011, 48 p.  (ISBN 9782296562653)
- Hallucinations désirées et origines en fuite, Paris, L’Harmattan, 2018, 114 p. (ISBN 978-2-343-14226-5)
- Au nord de ma mémoire, Montréal, Annika Parance éditeur, 2021, 132 p. (ISBN 9782925085102)

### Collaboration
- Vertiges, collectif, Paris, DuB éditions, 2015, 150 p. (ISBN 978-2-35371-885-6)
- Vingt-six coups de couteau, collectif, Montréal, Les heures bleues, 2020, 62 p.  (ISBN 9782924914229)
- Épidermes, collectif dirigé par Sophie-Anne Landry et Mattia Scarpulla, Montréal, Tête première, 2021, 273 p.  (ISBN 9782925035428)

## Prix et honneurs
- 2014 : Lauréat du 2e prix de la critique Liberiamoci con le parole, La Stella cadente, Rome, Italie pour Miriam[13]
- 2015 : Gagnant du concours Vertiges de la maison d'édition parisienne DuB avec le texte La plage[1]
- 2018 : Lauréat du prix Rolande-Gauvin pour Hallucinations désirées et origines en fuite[1],[9]